# SMIM17
SMIM17 (англ. Small integral membrane protein 17) – білок, який кодується однойменним геном, розташованим у людей на довгому плечі 19-ї хромосоми. Довжина поліпептидного ланцюга білка становить 118 амінокислот, а молекулярна маса — 13 332.
| 10         |  | 20         |  | 30         |  | 40         |  | 50         |
| ---------- |  | ---------- |  | ---------- |  | ---------- |  | ---------- |
| MQSLRPEQTR |  | GLLEPERTKT |  | LLPRESRAWE |  | KPPHPACTKD |  | WEAVEVGASS |
| HDSDEKDLSS |  | QETGLSQEWS |  | SVEEDDESEG |  | SQGFVEWSKA |  | PQQTTIVLVV |
| CVLFLFLVLT |  | GMPMMFHI   |  |            |  |            |  |            |

A: Аланін

C: Цистеїн

D: Аспарагінова кислота

E: Глутамінова кислота

F: Фенілаланін

G: Гліцин

H: Гістидин

I: Ізолейцин

K: Лізин

L: Лейцин

M: Метіонін

P: Пролін

Q: Глутамін

R: Аргінін

S: Серин

T: Треонін

V: Валін

Локалізований у мембрані.